# カイロウドウケツ
カイロウドウケツ（偕老同穴、Venus' Flower Basket（ビーナスの花かご））は六放海綿綱に属する海綿の仲間である。二酸化ケイ素（ガラス質）の骨格（骨片）を持ち、ガラス海綿とも呼ばれる。その外見の美しさから、しばしば観賞用として利用される。日本では相模湾や駿河湾などで見られる。

## 概要
カイロウドウケツは円筒状の海綿で、海底に固着して生活している。体長は5-20cmほど、円筒形の先端は閉じ、基部は次第に細くなって髭状となり接地している。円筒の内部に広い胃腔を持ち、プランクトンなどの有機物粒子を捕食している。分布は1000mほどの深海に限られており、砂や泥の深海平原を好む。
カイロウドウケツはパレンキメラ (parenchymella) と呼ばれる幼生を経て発生する。成体となったカイロウドウケツの表皮や襟細胞、柱梁組織（中膠）といった体の大部分はシンシチウム（共通の細胞質中に核が散在する多核体）である。
カイロウドウケツの骨片は人間の髪の毛ほどの細さの繊維状ガラスであり、これが織り合わされて網目状の骨格をなしている。これは海水中からケイ酸を取り込み、二酸化ケイ素へと変換されて作られたものである。このような珪酸化作用はカイロウドウケツに限ったものではなく、他の海綿（Tethya aurantium など）も同様の経路でガラスの骨片を作り、体内に保持している。これらのガラス質構造はSDV（silica deposition vesicle）と呼ばれる細胞小器官で作られ、その後適切な場所に配置される。カイロウドウケツのガラス繊維は互いの繊維が二次的なケイ酸沈着物で連結されており、独特の網目構造を形作っている。ガラス繊維には少量のナトリウム、アルミニウム、カリウム、カルシウムといった元素が不純物として含まれる。なお、普通海綿綱の海綿が持つ海綿質繊維（スポンジン）は、カイロウドウケツには見られない。

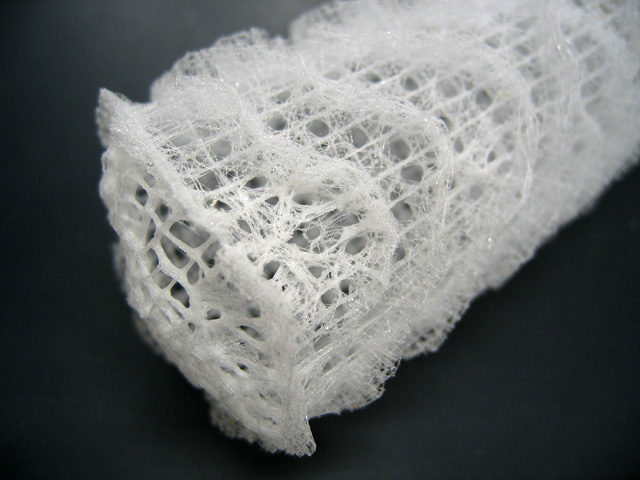
上端部
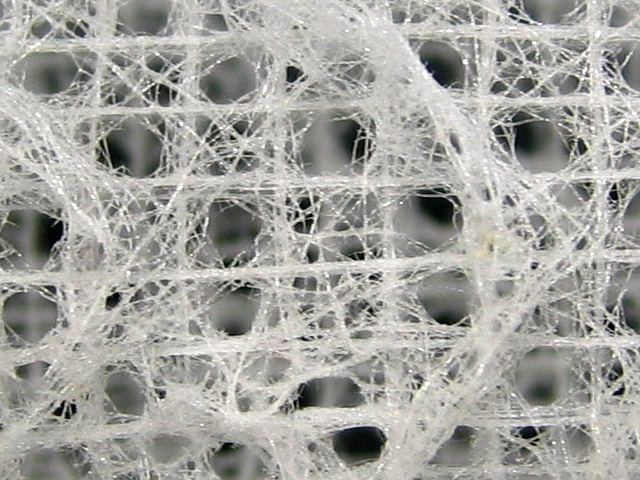
ガラス繊維の拡大
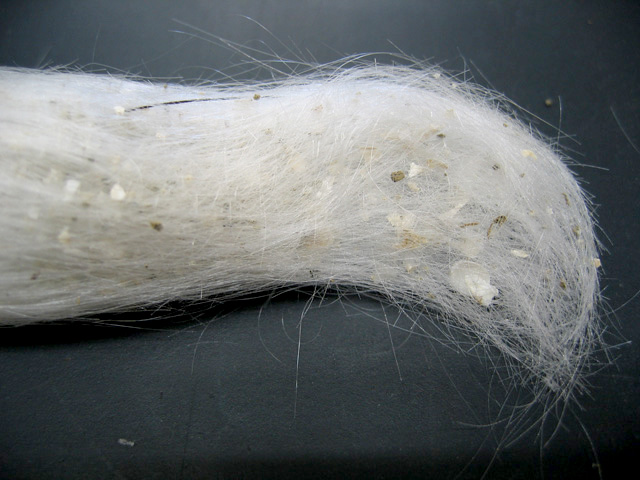
基部

## ドウケツエビ
カイロウドウケツの網目構造内、胃腔の中にはドウケツエビ（Spongicola venusta De Haan）と呼ばれる小さなエビが棲んでいる。このエビは幼生のうちにカイロウドウケツ内に入り込み、そこで成長して網目の間隙よりも大きくなる。つまりは外に出られない状態となるのである。多くの場合、一つのカイロウドウケツの中には雌雄一対のドウケツエビが棲んでおり、2匹が海綿内で暮らす。なお、編み目から入るときの2匹は雌雄が未分化の状態で、内部でやがて雌と雄とにそれぞれ分化する。ドウケツエビは、海綿の食べ残しやガラス繊維に引っかかった有機物を食べて生活している。また、カイロウドウケツの網目がドウケツエビを捕食者から守る効果もあるとされる。カイロウドウケツ側は特にメリットを享受しておらず、片利共生である。
しかし、時にはカイロウドウケツにとっても有益である。ドウケツエビはスピキュールに引っ掛かったエサをせっせと食べ、常にきれいな状態に保ってくれる。また、カイロウドウケツはドウケツエビのフンを食べることもできるため、相利共生とも言える。

## 人間との関わり

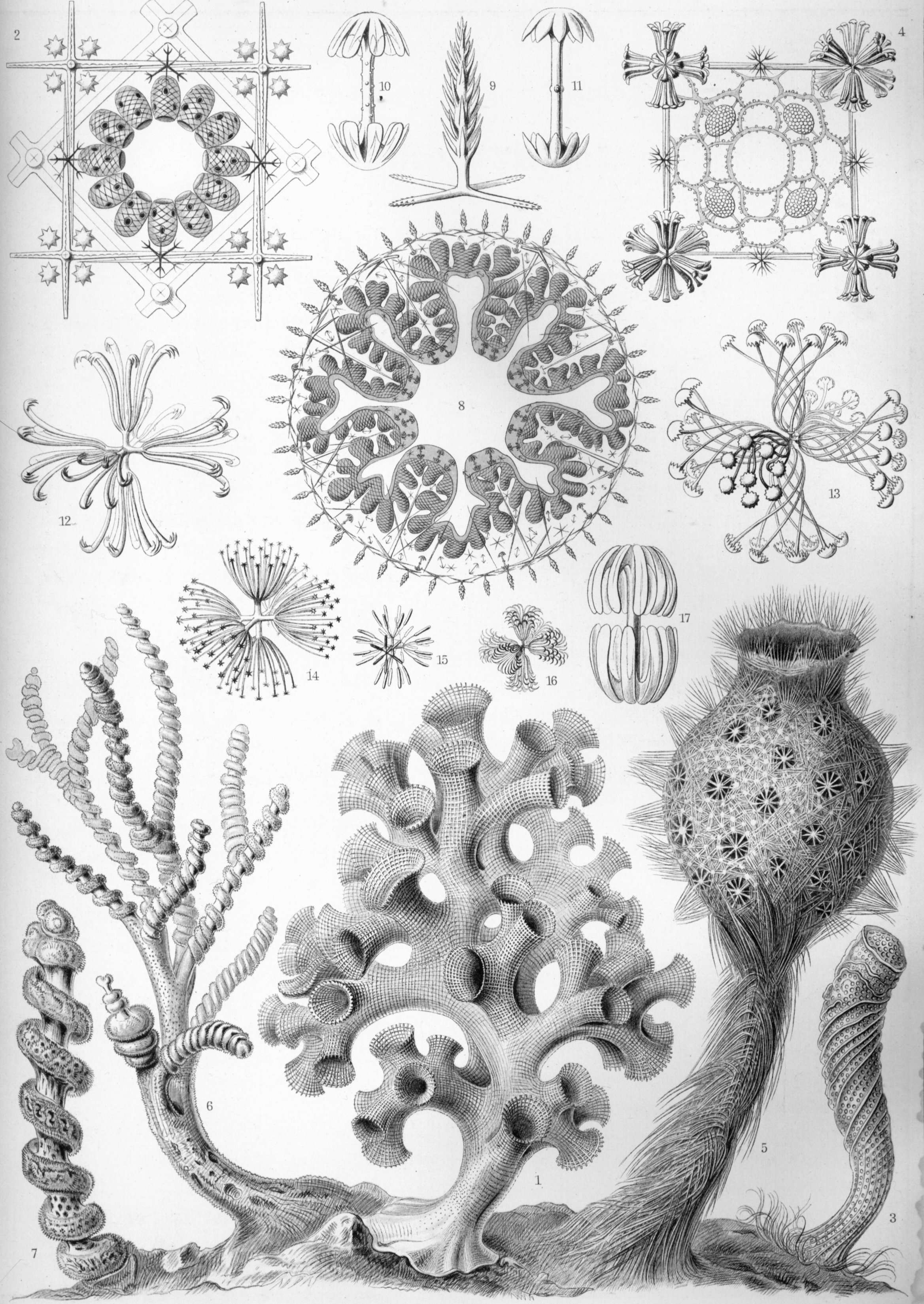
ヘッケルによるスケッチ。右下にカイロウドウケツが描かれている。

深海を生息域とするカイロウドウケツだが、骨格が珪酸質で比較的保存されやすいこと、形状が美しいことから、打ち上げなどの形でしばしば人目に触れる機会があった。ヴィクトリア朝時代のイギリスでは非常に人気があり、当時は5ギニー（現在の貨幣価値で3,000ポンド以上）ほどの値段で売買されたという。
工業的な側面から、カイロウドウケツのガラス繊維形成に着目する向きもある。例えば光ファイバーに用いるようなガラス繊維の製造には高温条件が必須であるが、カイロウドウケツはこれを生体内、つまり低温で形成する。またこのガラス繊維を構成する二酸化ケイ素は結晶質ではなくアモルファスであり、かつ光ファイバーと同じように屈折率の異なるコアとクラッドの構造を持つ。光ファイバーよりも細く曲げに対しても強い。このような低温条件での繊維形成制御機構を解明し、いわゆるナノテクノロジーや光学用途へ応用することが期待されている。
カイロウドウケツには「偕老同穴」の字を充てるが、「偕老」及び「同穴」の出典は中国最古の詩篇である詩経に遡る。前者は邶風・撃鼓、後者は王風・大車に登場する。これらを合わせて「生きては共に老い、死しては同じ穴に葬られる」という、夫婦の契りの堅い様を意味する語となった。この語がカイロウドウケツ中のドウケツエビのつがいを評して用いられ、後に海綿自体の名前になったと言われている。ちなみに日本の文献としては、平治物語の中に「偕老同穴の契り深かりし入道にはおくれ給ひぬ」（上巻第六）というくだりがある。現在でもカイロウドウケツは結納の際の縁起物として需要がある。

## カイロウドウケツの仲間
- カイロウドウケツ E. aspergillum Owen, 1841
- オウエンカイロウドウケツ E. oweni Herklot and Marshal, 1868
- ヤマトカイロウドウケツ E. imperialis Ijima, 1894
- マーシャルカイロウドウケツ E. marshalli Ijima, 1895